# Katarzyna Szczodrowska
Katarzyna Szczodrowska (ur. 1975) – malarka, rysownik, fotografik, nauczycielka rysunku i malarstwa w Zespole Szkół Plastycznych w Gdyni-Orłowie.

## Życiorys
Uczyła się w latach 1990–1995 w Państwowym Liceum Sztuk Plastycznych w Gdyni-Orłowie oraz w latach 1996–2001 na Wydziale Malarstwa i Grafiki Akademii Sztuk Pięknych w Gdańsku. Dyplom z wyróżnieniem w pracowni prof. Hugona Laseckiego (2001). Członek Stowarzyszenia Międzynarodowe Triennale Grafiki, Stowarzyszenia Integracji Humanistycznej PO-MOST oraz Związku Polskich Artystów Plastyków. W latach 2010–2019 w Zarządzie Gdańskiego Okręgu ZPAP pełniła funkcje najpierw wiceprezesa, a następnie skarbnika. Artystka zajmuje się malarstwem, rysunkiem, fotografią, malarstwem ściennym i witrażem.  

## Wystawy

### Indywidualne (do roku 2008)
- 2008: Dworek Artura, Gdańsk
- 2007: Równanie, CWRDW Fabryka Sztuk, Tczew
- 2006: fragment, cytat (z Tamarą Gridiajewą), galeria TDK, Tczew
- 2006: Tam i z powrotem.., Mała Galeria, Gdańsk
- 2005: rysunek, galeria Debiut, Gdynia Orłowo
- 2004: galeria TDK, Tczew
- 2004: galeria A, Starogard Gdański
- 2003: Galeria ZPAP, Gdańsk
- 2003: Galeria Mariacka, Gdańsk
- 2000: Mała Galeria, Gdańsk

### Zbiorowe (do roku 2008)
- 2008: Powstanie Sztuki: Rysunek Młodych 2, MCSW Elektrownia, Radom
- 2007: Międzynarodowe Biennale Obrazu Quadro-Art 2007, Muzeum Historii Miasta Łodzi, Łódź
- 2007: L'Arte e Il Torchio Cremona 2007, Grafica Polacca, Museo Civico, Cremona, Włochy
- 2006: Grand Prix Młodej Grafiki Polskiej, Kraków
- 2006: Polskie Orły 2006 Młoda Grafika Polska w Seulu, Korea Foundation Cultural Center, Seul, Korea
- 2005: 6 Biennale Małych Form Malarskich, Galeria Sztuki Wozownia, Toruń
- 2004: 3 Międzynarodowe Biennale Miniatury Częstochowa 2004, OPK, Częstochowa
- 2003: 2 Międzynarodowy Konkurs Rysunku Wrocław 2003, Muzeum Architektury, Wrocław
- 2003: Międzynarodowe Warsztaty Malarskie Pieńków 2003, Nowa Oficyna, Gdańsk
- 2003: To idzie młodość - 18 urodziny Teatru Witkacego, 118 Urodziny St. I. Witkiewicza, Scena Witkacego, Zakopane
- 2002: 2 Międzynarodowe Biennale Miniatury Częstochowa 2002, OPK, Częstochowa
- 2002: Wystawa Malarstwa, Rysunku, Grafiki i Rzeźby Gdańsk '2002, Gdańsk
- 2002: 12. Ogólnopolski Przegląd Malarstwa Młodych Promocje 2001, BWA, Legnica
- 2002: Wiosna Młodych, Galeria Refektarz, Kartuzy

## Nagrody
- Nagroda Prezydenta Miasta Gdańska w Dziedzinie Kultury z okazji 20-lecia pracy twórczej (2021)[2]